# Barsboldia
Barsboldia là một chi khủng long, được Maryanska & Osmólska mô tả khoa học năm 1981.